# Anna Bård
Anna Bård Larsen (født 2. april 1980 i København) er en dansk skuespillerinde og model. Hun har medvirket i en mængde reklamefilm på fjernsyn, i et par film og en enkelt optræden i Klovn, i episode 20: "Franks fede ferie".

## Filmograpfi
- Regel nr. 1 (2003)....som BJ-girl
- Overlagt (2004)....som Louise
- Betonhjerter (2005)....som Sussie
- Brutal Incasso (2005)....som Louise
- Far til fire – i stor stil (2006)....som pige
- Westbrick Murders (2007)....som Barbara
- Pistoleros (2007)....som stripper

## Fjernsyn
- Klovn (2005)....som strandpige
- Deal or no Deal (2006)...som kuffertpige #11
- 2900 Happiness (2008) ....som Lea